# Celestynów (gmina)
Pour les articles homonymes, voir Celestynów.
Celestynów est une gmina rurale (gmina wiejska) de la powiat d'Otwock, dans la Voïvodie de Mazovie, dans le centre-est de la Pologne.
Son siège administratif (chef-lieu) est le village de Celestynów, qui se situe environ 11 kilomètres au sud-est d'Otwock (siège de la powiat) et 33 kilomètres au sud-est de Varsovie (capitale de la Pologne).
La gmina couvre une superficie de 88,92 km2 pour une population de 11 032 habitants en 2006.

## Histoire
De 1975 à 1998, la gmina est attachée administrativement à la voïvodie de Varsovie.

Depuis 1999, elle fait partie de la voïvodie de Mazovie.

## Géographie
La gmina inclut les villages et localités de :

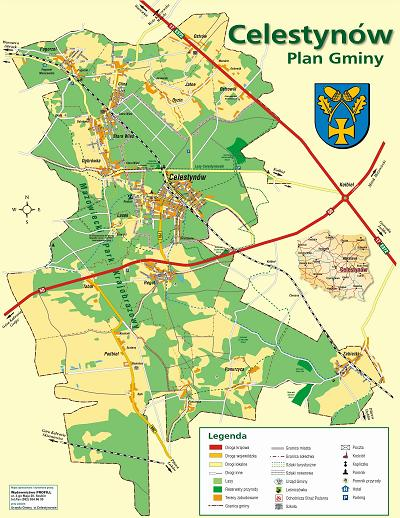
Plan de la gmina

- Celestynów
- Dąbrówka
- Dyzin
- Glina, Jatne
- Lasek
- Ostrów
- Ostrowik
- Podbiel
- Pogorzel
- Ponurzyca
- Regut
- Stara Wieś
- Tabor
- Zabieżki

### Gminy voisines
La gmina de Celestynów est voisine des gminy suivantes :
- Karczew
- Kołbiel
- Osieck
- Sobienie-Jeziory
- Wiązowna

## Structure du terrain
D'après les données de 2002, la superficie de la commune de Celestynów est de 88,92 km2, répartis comme tel :
- terres agricoles : 36%
- forêts : 53%

La commune représente 14,46% de la superficie du powiat.

## Démographie
Données du 31 décembre 2012 :
| Description        | Total  | Total | Femmes | Femmes | Hommes | Hommes |
| ------------------ | ------ | ----- | ------ | ------ | ------ | ------ |
| Unité              | Nombre | %     | Nombre | %      | Nombre | %      |
| Population         | 11 547 | 100   | 5 925  | 51,3   | 5 622  | 48,7   |
| Densité (hab./km²) | 129,9  | 129,9 | 66,6   | 66,6   | 63,3   | 63,3   |